# Valentino Vermeulen
Valentino Vermeulen (Eindhoven, 20 juli 2001) is een Nederlands voetballer die als rechtervleugelverdediger speelt. Hij maakte in januari 2023 de overstap van Borussia Dortmund II naar Willem II.

## Carrière

### FC Eindhoven
Valentino Vermeulen speelde in de jeugd van FC Eindhoven AV, Woenselse Boys, RKVVO, Willem II en FC Eindhoven. In 2017 maakte hij de overstap naar de jeugdopleiding van FC Eindhoven, waar hij op 9 augustus 2019 in het betaald voetbal debuteerde. Dit was in de met 1-2 gewonnen uitwedstrijd in de Eerste divisie tegen N.E.C. Na veertien wedstrijden in zijn eerste seizoen, werd hij halverwege het seizoen 2020/21 basisspeler bij FC Eindhoven. Op de laatste speelronde tegen Jong FC Utrecht scoorde hij zijn eerste doelpunt voor Eindhoven.
Het seizoen 2021/22 was de doorbraak van Vermeulen, die 36 van de 38 competitiewedstrijden speelde en daarin als rechtsback tot vier goals en acht assists kwam. Hij eindigde als derde met FC Eindhoven, maar werd in de tweede ronde van de play-offs uitgeschakeld door ADO Den Haag, nadat De Graafschap in de eerste ronde wel uitgeschakeld werd. Vervolgens verlengde hij zijn contract niet bij FC Eindhoven, waar hij 74 wedstrijden speelde.

### Borussia Dortmund II
In de zomer van 2022 stapte Vermeulen transfervrij over naar het onder 23-elftal van Borussia Dortmund, dat uitkwam in de 3. Liga, de derde competitie van Duitsland. Daar zat hij in een halfjaar echter niet een keer bij de wedstrijdselectie.

### Willem II
In januari 2023 stapte hij transfervrij over naar Willem II, hij tekent voor 2,5 jaar tot 2025. Op 2 april maakte hij tegen FC Den Bosch zijn debuut voor Willem II. Met de Tilburgers eindigde hij als vierde, waarna het uitgeschakeld in de eerste ronde van de play-offs door VVV-Venlo. In zijn tweede seizoen werd Vermeulen kampioen van de Eerste Divisie. Vermeulen speelde zelf in vijftien van de 38 competitiewedstrijden mee. 

## Statistieken
| Seizoen                     | Club                 | Competitie     | Competitie | Competitie | Beker | Beker | Overig | Overig | Totaal | Totaal |
| Seizoen                     | Club                 | Competitie     | Wed.       | Dlp.       | Wed.  | Dlp.  | Wed.   | Dlp.   | Wed.   | Dlp.   |
| --------------------------- | -------------------- | -------------- | ---------- | ---------- | ----- | ----- | ------ | ------ | ------ | ------ |
| 2018/19                     | FC Eindhoven         | Eerste divisie | 0          | 0          | 0     | 0     | –      | –      | 0      | 0      |
| 2019/20                     | FC Eindhoven         | Eerste divisie | 14         | 0          | 1     | 0     | –      | –      | 15     | 0      |
| 2020/21                     | FC Eindhoven         | Eerste divisie | 18         | 1          | 0     | 0     | –      | –      | 18     | 1      |
| 2021/22                     | FC Eindhoven         | Eerste divisie | 36         | 4          | 1     | 0     | 4      | 0      | 41     | 4      |
| 2022/23                     | Borussia Dortmund II | 3. Liga        | 0          | 0          | 0     | 0     | –      | –      | 0      | 0      |
| 2022/23                     | Willem II            | Eerste divisie | 3          | 0          | 0     | 0     | 2      | 0      | 5      | 0      |
| 2023/24                     | Willem II            | Eerste divisie | 15         | 0          | 1     | 0     | –      | –      | 16     | 0      |
| Carrièretotaal              | Carrièretotaal       | Carrièretotaal | 86         | 5          | 3     | 0     | 6      | 0      | 95     | 5      |
| Bijgewerkt t/m 15 mei 2024. |                      |                |            |            |       |       |        |        |        |        |